# 14 de junio
El 14 de junio es el 165.º (centésimo sexagésimo quinto) día del año del calendario gregoriano y el 166.º en los años bisiestos. Quedan 200 días para finalizar el año.

## Acontecimientos
- 1158: a orillas del río Isar, en Alemania, Enrique el León funda la villa de Múnich.
- 1216: 113 km al suroeste de Londres ―en el marco de la primera guerra de los Barones― el príncipe Luis VIII  de Francia toma la ciudad de Winchester, abandonada por Juan sin Tierra, y pronto conquista más de la mitad del reino.
- 1217: en Autillo de Campos, Fernando III es proclamado rey de Castilla para después ser coronado oficialmente en Valladolid.
- 1276: en Fuzhou (al sur de China), los supervivientes de la dinastía Song (exiliados debido al avance del Imperio mongol) coronan al joven príncipe Zhao Shi (Duanzong) como emperador de China.
- 1285: en Chuong Duong (Vietnam) ―en el marco de la segunda invasión mongola de Vietnam― las fuerzas lideradas por el príncipe Trần Quang Khải (1241-1294) de la dinastía Trần destruyen la mayor parte de la flota naval invasora mongola en una batalla.
- 1287: en el este de Mongolia y Manchuria, Kublai Khan derrota a las fuerzas de Nayan y otros príncipes tradicionalistas Borjigin.
- 1381: en Inglaterra, Ricardo II se encuentra con los revolucionarios en Blackheath. La Torre de Londres es asaltada por los rebeldes, que entraron sin obtener resistencia.
- 1404: el líder rebelde galés Owain Glyndŵr, habiéndose declarado «príncipe de Gales», se alía con los franceses contra el rey Enrique IV de Inglaterra.
- 1618: en Ámsterdam (Países Bajos), Joris Veseler imprime el primer periódico de Holanda, Courante uyt Italien, Duytslandt, &c. (‘noticias actuales de Italia, Alemania, etc.’).
- 1645: en el marco de la guerra civil inglesa, 15 000 soldados parlamentarios vencen en la batalla de Naseby a 12 000 miembros de las fuerzas monárquicas realistas.
- 1648: en Boston (Estados Unidos), la ciudadana Margaret Jones es ahorcada por bruja, en la primera ejecución de este tipo en la ciudad.
- 1648: en el condado de Hartford (Estados Unidos) se registra una gran tempestad que voltea casi todos los bosques de la zona pero no deja víctimas.
- 1658: en Dunkerque ―en el marco de la guerra de los Ochenta Años (la guerra de Independencia de los Países Bajos contra España, entre 1568 y 1648)―, los ejércitos francés y británico dirigidos por Turenne vencen al ejército español en la batalla de las Dunas.
- 1690: el rey Guillermo III de Inglaterra (Guillermo de Orange) desembarca en Irlanda para enfrentarse al ex rey Jaime II.
- 1699: en la Royal Society de Londres, el mecánico británico Thomas Savery presenta la primera máquina de vapor.
- 1775: en el marco de la guerra de Independencia de Estados Unidos, el Congreso Continental establece el Ejército Continental, lo que marca el nacimiento de las Fuerzas Armadas de Estados Unidos.
- 1777: en los Estados Unidos el Gobierno adopta como bandera la Stars and Stripes (‘barras y estrellas’).
- 1783: el volcán Laki, en Islandia ―que había entrado en actividad seis días antes― experimenta su tercera y más violenta explosión. Se ha descrito como «una de las mayores catástrofes medioambientales en la Historia europea».
- 1789: en el océano Pacífico, el capitán William Bligh y 18 marinos más, supervivientes del motín de la Bounty, llegan a Timor después de 6701 km (3618 millas náuticas) de trayecto.
- 1789: en el condado de Bourbon (Kentucky) el reverendo Elijah Craig pone en venta un whisky de propia elaboración; se le llamaría bourbon.
- 1791: en Francia, la Ley Le Chapelier prohíbe el derecho de huelga.
- 1800: en la batalla de Marengo, Napoleón Bonaparte derrota al ejército austríaco.
- 1800: 87 km al suroeste de Milán (península italiana), el ejército francés del primer cónsul Napoleón Bonaparte derrota a los austríacos en la batalla de Marengo y reconquista Italia.
- 1807: en el reino de Polonia (actual provincia rusa de Kaliningrado) la Grande Armée de Napoleón Bonaparte vence al ejército ruso, acabando con la Cuarta Coalición, en la batalla de Friedland.
- 1808: en Cádiz (España) ―en el marco de la Guerra de la Independencia Española―, la escuadra francesa del almirante Rosilý se rinde a las fuerzas navales del español Juan Ruiz de Apodaca.
- 1809: los franceses, dentro de la Guerra de la Independencia, comienzan el sitio y bombardeo de la plaza de Gerona, que resistirá hasta el 10 de diciembre.
- 1821: Badi VII, rey de la ciudad de Sennar (a orillas del río Nilo), cede su trono a Ismail Pachá, general del Imperio otomano, acabando con la existencia del reino de Sudán, de 300 años de antigüedad.
- 1822: en Londres, Charles Babbage propone la máquina diferencial en un artículo ante la Royal Astronomical Society.
- 1823: Guatemala se separa de México.
- 1826: en Estambul (Turquía) sucede el «Incidente Afortunado»: Mahmud II, sultán del Imperio otomano, hace matar a 4000 jenízaros (guardias de corps).
- 1830: 27 km al oeste de la ciudad de Argel desembarcan 34 000 soldados franceses. Comienza la colonización francesa de Argelia.
- 1839: el pueblo de Henley-on-Thames, a orillas del río Támesis en Oxfordshire, organiza su primera regata, la regata Henley Royal.
- 1846: en Sonoma (estado de California) comienza la Revuelta de la Bandera del Oso. Los colonos anglosajones inician una rebelión contra México y proclaman la República de California.
- 1855: en Nicaragua desembarca el filibustero estadounidense William Walker, financiado por los esclavistas del sur de Estados Unidos en su afán por robar nuevos territorios.
- 1863: en el valle de Shenandoah (Virginia) ―en el marco de la guerra civil estadounidense (1861-1865)― el ejército esclavista de Virginia del Norte vence a las fuerzas de la Unión en la segunda batalla de Winchester.
- 1863: 161 km al noroeste de Nueva Orleans ―en el marco de la guerra civil estadounidense (1861-1865)― el ejército de la Unión realiza un segundo asalto contra las obras confederadas en el asedio de Port Hudson.
- 1864: en España, Isabel II inaugura la Fábrica Nacional de Moneda y Timbre.
- 1870: en México, Julián Escalante y Moreno deja el cargo como gobernador del estado de Sonora.
- 1872: en Canadá, el Gobierno legaliza los sindicatos.
- 1888: los territorios de los Rajá Blancos se convierten en el protectorado británico de Sarawak.
- 1900: en el océano Pacífico, Estados Unidos se anexa el archipiélago Hawái.
- 1900: el Reichstag aprueba la Segunda Ley Naval que exige que se duplique el tamaño de la Armada Imperial Alemana, lo que resulta en una carrera armamentista naval entre el Reino Alemán y el Reino Unido.
- 1904: 28 km de la costa del puerto chino de Lüshunkou (en ese momento, Port Arthur, en Manchuria) ―en el marco de la guerra ruso-japonesa (1904-1905)― comienza la batalla de Wafangou en la que al día siguiente el Segundo Ejército japonés vence al 1.º cuerpo del Ejército Siberiano bajo el general Georg von Stackelberg.
- 1905: en Odesa (Imperio ruso) se subleva la tripulación del acorazado ruso Potemkin.
- 1905: en la ciudad de Santa Fe (Argentina), el río Paraná alcanza los 7,83 metros, e inunda la ciudad.
- 1907: en Noruega la Asociación Nacional para el Sufragio Femenino logra que las mujeres noruegas tengan derecho a votar en las elecciones parlamentarias.
- 1909: en España se decreta la ley fundacional de la Caja Postal de Ahorros, aunque no comenzó a funcionar hasta siete años después.
- 1913: en la hacienda de Bustillos, en el estado de Chihuahua (México) ―en el marco de la Revolución mexicana― las fuerzas revolucionarias comandadas por el general Pancho Villa derrotan a las tropas federales leales a Victoriano Huerta en la batalla de Bustillos.
- 1913: en España se funda el equipo de fútbol Real Racing Club de Santander.
- 1914: en el marco de la Primera Guerra Mundial, una escuadrilla de aviones alemanes bombardea Londres y causa más de 500 víctimas civiles.
- 1919: sale el primer vuelo transatlántico realizado por John William Alcock y Arthur Whitten Brown, que llegará el 15 de junio de 1919.
- 1920: por primera vez, una artista se hace oír en Europa por medio de la radio en un concierto de la cantante Nelia Melba, en Londres, transmitido a París.
- 1926: Brasil deja la Sociedad de Naciones.
- 1931: en el río Loira (Francia) se hunde una embarcación de recreo y perecen ahogadas varios centenares de personas.
- 1935: culmina la guerra del Chaco entre Bolivia y Paraguay.
- 1937: Pensilvania se convierte en el primer (y único) estado de los Estados Unidos en celebrar oficialmente el Día de la Bandera como feriado estatal.
- 1937: en Washington D. C., la Cámara de Representantes de Estados Unidos aprueba la Ley del Impuesto sobre la Marihuana.
- 1938: en los Estados Unidos, la revista Action Comics presenta a Superman.
- 1940: en el marco de la Segunda Guerra Mundial (1939-1945), el ejército alemán entra en París.
- 1940: ultimátum soviético a Lituania de 1940.
- 1940: el Ejército franquista (de España) ocupa la ciudad internacional de Tánger con el fin de garantizar su neutralidad.
- 1940: en Polonia, un grupo de 728 judíos polacos de Tarnów se convierten en los primeros reclusos del campo de concentración nazi de Auschwitz.
- 1941: las fuerzas soviéticas deportan y matan a miles de estonios, lituanos y letones en las Deportaciones de Junio.
- 1942: en Ámsterdam (Países Bajos), la niña judía Ana Frank comienza a escribir su diario. Será asesinada por los nazis dos años después.
- 1944: en las afueras de Londres, un avión F/L JG Musgrave (del 605.º escuadrón de la RAF) es el primero en lograr interceptar una bomba V1 alemana.
- 1944: en Francia ―en el marco de la Segunda Guerra Mundial (1939-1945)―, después de varios intentos fallidos, el ejército británico abandona la Operación Perch, su plan para capturar la ciudad de Caen, ocupada por los alemanes.
- 1945: en el norte de Luzón ―en el marco de la Segunda Guerra Mundial― las tropas filipinas del Ejército de la Commonwealth de Filipinas liberan a los capturados en Ilocos Sur y comienzan la batalla del paso de Bessang.
- 1945: los británicos celebran la reconquista de Birmania.
- 1949: en Vietnam se proclama un Estado vietnamita bajo el Gobierno de BaoDai.
- 1949: desde la base Holloman de la Fuerza Aérea en el estado de Nuevo México (Estados Unidos) despega un cohete V-2 con el mono rhesus Albert II (que se convierte así en el primer mamífero y el primer mono en el espacio). Llega hasta una altitud de 134 km. Muere al estrellarse contra el suelo por una falla en su paracaídas.
- 1950: cerca del Aeropuerto Internacional de Baréin se estrella un Douglas DC-4 de Air France. Matan a 40 personas. Esto se produjo dos días después de que otro Douglas DC-4 de la misma empresa se estrellara en el mismo lugar.
- 1951: la Oficina del Censo de Estados Unidos dedica UNIVAC I.
- 1953: en el marco de la guerra de Corea, los comunistas inician una gran ofensiva.
- 1954: el presidente de los Estados Unidos, Dwight D. Eisenhower, firma un proyecto de ley que coloca las palabras «bajo Dios» en el Juramento a la Bandera de los Estados Unidos.
- 1955: Chile se convierte en signatario del Tratado de Derechos de Escritor de Buenos Aires.
- 1958: en el cráter de la bomba atómica Castle Bravo, en el atolón Bikini (islas Marshall, en medio del océano Pacífico), Estados Unidos detona su bomba atómica Aspen, de 319 kilotones. Es la bomba n.º 137 de las 1132 que Estados Unidos detonó entre 1945 y 1992.
- 1958: en el atolón Enewetak (354 km al oeste del atolón Bikini), Estados Unidos detona su bomba atómica Walnut, de 1450 kilotones.
- 1959: en la República Dominicana se inician las expediciones de desembarco para luchar contra la dictadura de Rafael Leónidas Trujillo.
- 1959: en Anaheim (estado de California) se abre al público Disneyland Monorail System, el primer sistema de monorraíl operativo diario en el hemisferio occidental.
- 1962: en París (Francia) se establece la Organización Europea para la Investigación Espacial, que más tarde se convertirá en la Agencia Espacial Europea.
- 1966: el Vaticano anuncia la abolición del Index librorum prohibitorum (‘índice de libros prohibidos’), lista de libros censurados, que fue instituido originalmente en 1557.
- 1967: Estados Unidos lanza su sonda espacial Mariner 5 con destino a Venus.
- 1972: en Nueva Delhi (India), el vuelo 471 de Japan Airlines se estrella al acercarse al Aeropuerto Internacional Palam (ahora Aeropuerto Internacional Indira Gandhi), matando a 82 de las 87 personas a bordo y 4 personas más en tierra.
- 1975: la Unión Soviética lanza su sonda espacial Venera 10 con destino a Venus.
- 1982: en Puerto Argentino (Port Stanley), capital de las islas Malvinas ―en el marco de la guerra de las Malvinas―, las fuerzas argentinas se rinden condicionalmente a las fuerzas británicas e inició el desalojo de los argentinos de los archipiélagos australes.
- 1985: en Europa, milicianos chiíes libaneses se apoderan de un avión de la aerolínea TWA cuando volaba de Atenas a Roma con 147 pasajeros. El secuestro duró 16 días.
- 1985: cinco países miembros de la Comunidad Económica Europea firman el Acuerdo de Schengen que establece una zona de libre circulación sin controles fronterizos.
- 1986: en el parque de diversiones cubierto Fantasyland (conocido hoy como Galaxyland) dentro del centro comercial West Edmonton Mall en la ciudad de Edmonton (Alberta), Mindbender descarrila y mata a tres pasajeros.
- 1987: en Italia se realizan elecciones generales anticipadas. La Democracia Cristiana obtiene 234 escaños, el PCI 177 y el Partido Socialista 94. Progreso significativo de los "verdes" (3 escaños).
- 1989: la Real Academia de Bellas Artes de San Fernando recibe como pintor al poeta gaditano Rafael Alberti, en un acto presidido por la Reina, por deseo expreso del nuevo académico.
- 1993: en Viena (Austria) se inaugura la Conferencia Mundial sobre Derechos Humanos.
- 1994: el motín de la Copa Stanley de Vancouver de 1994 se produce después de que los New York Rangers derrotaran a los Vancouver Canucks para ganar la Copa Stanley, lo que causa una pérdida de 1,1 millones de dólares canadienses y provoca 200 arrestos y heridos.
- 1995: en Budionovsk, terroristas chechenos toman rehenes en un hospital, con un saldo de 150 muertos y 400 heridos.
- 2002: el asteroide 2002 MN pasa a 120 701 km de la Tierra (más de un tercio de la distancia entre la Tierra y la Luna).
- 2008: en Zaragoza (España), se abre al público la Exposición Internacional, con el lema «Agua y desarrollo sostenible».
- 2014: 31 km al sureste de la ciudad de Lugansk, las autoproclamadas fuerzas de la República Popular de Lugansk derriban un avión de transporte militar ucraniano Ilyushin Il-76. Mueren las 49 personas a bordo.
- 2016: en Cumaná, capital del estado Sucre, Venezuela, se da el Cumanazo: saqueos y fuertes disturbios por la escasez de comida en el país, a propósito de la crisis económica que atraviesa.
- 2017: en North Kensington (Londres), un incendio en un edificio de apartamentos de gran altura deja 72 personas muertas y otras 74 heridas.
- 2017: el líder de la mayoría republicana de la Cámara de Representantes de Estados Unidos, Steve Scalise, del estado de Luisiana, y otras tres personas son heridos de bala mientras practicaban para el partido anual de béisbol del Congreso.
- 2018: en Rusia comienza la Copa Mundial de Fútbol de 2018.
- 2022: Costa Rica vence 1-0 a Nueva Zelanda y gana la Repesca Concacaf-OFC por la clasificación para la Copa Mundial de Fútbol de 2022.
- 2025: Comienza la vigesimoprimera y la primera edición de un formato ampliado de 32 clubes de las 6 confederaciones continentales de la Copa Mundial de Clubes de la FIFA 2025.

## Nacimientos
- 1444: Nilakantha Somayaji, astrónomo y matemático indio (f. 1544).
- 1479: Giglio Gregorio Giraldi, poeta y erudito italiano (f. 1552).
- 1529: Fernando II, aristócrata («archiduque») austríaco (f. 1595).
- 1627: Johann Abraham Ihle, astrónomo alemán (f. 1699).
- 1691: Jan Francisci, organista y compositor eslovaco (f. 1758).
- 1712: Sayat-Nová, poeta y músico armenio (f. 1795).
- 1726: James Hutton, geólogo británico (f. 1797).
- 1726: Thomas Pennant, naturalista, ornitólogo, anticuario e historiador británico-galés (f. 1798).
- 1730: Antonio Sacchini, compositor y educador italiano (f. 1786).
- 1736: Charles-Augustin de Coulomb, físico e ingeniero francés (f. 1806).
- 1763: Simon Mayr, compositor y educador alemán (f. 1845).
- 1780: Henry Salt, historiador y diplomático británico-inglés, cónsul general británico en Egipto (f. 1827).
- 1784: Francesco Morlacchi, compositor italiano (f. 1841).
- 1796: Nikolai Brashman, matemático y académico checo-ruso (f. 1866).
- 1798: František Palacký, historiador y político checo (f. 1876).
- 1801: Heber C. Kimball, líder religioso estadounidense (f. 1868).
- 1811: Harriet Beecher Stowe, escritora y activista estadounidense (f. 1896).
- 1819: Henry Gardner, comerciante y político estadounidense, 23.º gobernador de Massachusetts (f. 1892).
- 1820: John Bartlett, escritor y editor estadounidense (f. 1905).
- 1829: Bernard Petitjean, misionero católico francés en Japón (f. 1884).
- 1832: Nicolaus Otto, ingeniero alemán (f. 1891).
- 1837: Gabriel Baudry-Lacantinerie, jurisconsulto francés (n. 1913).
- 1838: Yamagata Aritomo, mariscal de campo y político japonés, 3.º y 9.º primer ministro de Japón (f. 1922).
- 1840: William F. Nast, empresario estadounidense (f. 1893).
- 1845: Antonio Maceo, militar y patriota independentista cubano (f. 1896).
- 1848: Bernard Bosanquet, filósofo y teórico británico-inglés (f. 1923).
- 1848: Max Erdmannsdörfer, director de orquesta y compositor alemán (f. 1905).
- 1849: Basilio Paraíso Lasús, empresario y político español (f. 1930).
- 1855: Robert M. La Follette, abogado y político estadounidense, 20.º gobernador de Wisconsin (f. 1925).
- 1856: Andréi Márkov, matemático y teórico ruso (f. 1922).
- 1858: Manuel José Othón, poeta y escritor mexicano (f. 1906).
- 1862: John Ulric Nef, químico y académico suizo-estadounidense (f. 1915).
- 1864: Alois Alzheimer, neurólogo, psiquiatra y neuropatólogo alemán, estudioso del alzhéimer (f. 1915).
- 1868: Anna B. Eckstein, activista por la paz alemana (f. 1947).
- 1868: Karl Landsteiner, patólogo, biólogo y médico austríaco, expatriado en Estados Unidos, premio nobel de fisiología o medicina en 1930 (f. 1943).
- 1870: Sofía de Prusia (Sophie Dorothea Ulrike Alice), aristócrata alemana, esposa del rey Constantino I de Grecia (f. 1932).
- 1871: Hermanus Brockmann, remero neerlandés (f. 1936).
- 1871: Jacob Ellehammer, mecánico e ingeniero danés (f. 1946).
- 1872: János Szlepecz, sacerdote y escritor esloveno (f. 1936).
- 1877: Jane Bathori, mezzosoprano francesa (f. 1970).
- 1877: Ida MacLean, bioquímica británica, primera mujer admitida en la Sociedad Química de Londres (f. 1944).
- 1878: Léon Thiébaut, esgrimista francés (f. 1943).
- 1879: Arthur Duffey, velocista y entrenador estadounidense (f. 1955).
- 1884: John McCormack, tenor y actor irlandés (f. 1945).
- 1884: Georg Zacharias, nadador alemán (f. 1953).
- 1890: May Allison, actriz estadounidense (f. 1989).
- 1890: Soong Ai-ling, personalidad china (f. 1973).
- 1894: María Adelaida de Luxemburgo, aristócrata («gran duquesa») luxemburguesa (f. 1924).
- 1894: José Carlos Mariátegui, escritor y político peruano (f. 1930).
- 1894: Benito Perojo, cineasta español (f. 1974).
- 1894: W. W. E. Ross, geofísico y poeta canadiense (f. 1966).
- 1895: Jack Adams, jugador, entrenador y directivo de hockey sobre hielo canadiense-estadounidense (f. 1968).
- 1898: Theobald Wolfe Tone FitzGerald, pintor y oficial del ejército irlandés (f. 1962).
- 1899: Yasunari Kawabata, escritor japonés (f. 1972).
- 1900: Ruth Nanda Anshen, escritora, editora y filósofa estadounidense (f. 2003).
- 1900: Eugenio Ímaz, traductor, ensayista, filósofo y profesor universitario español (f. 1951).
- 1900: June Walker, actriz estadounidense de teatro y cine (f. 1966).
- 1903: Alonzo Church, matemático y lógico estadounidense (f. 1995).
- 1903: Rose Rand, lógica y filósofa austríaca del Círculo de Viena, expatriada en Estados Unidos (f. 1980).
- 1904: Margaret Bourke-White, fotógrafa y periodista estadounidense (f. 1971).
- 1905: Steve Broidy, empresario estadounidense (f. 1991).
- 1905: Arthur Davis, animador y cineasta estadounidense (f. 2000).
- 1906: Margaret Bourke-White, fotoperiodista estadounidense (f. 1971).
- 1907: Nicolas Bentley, escritor e ilustrador británico-inglés (f. 1978).
- 1907: René Char, poeta y escritor francés (f. 1988).
- 1909: Burl Ives, actor y cantante estadounidense (f. 1995).
- 1909: Francisco Rojas Villegas, médico y político chileno (f. 1993).
- 1910: Rudolf Kempe, director de orquesta y pianista alemán (f. 1976).
- 1910: Joan Sardà i Dexeus, economista español (f. 1995).
- 1913: Stanley Black, compositor y pianista británico (f. 2002).
- 1913: Joe Morris, teniente y dirigente sindical anglo-canadiense (f. 1996).
- 1914: Pauline Moore, actriz estadounidense (f. 2001).
- 1916: Dorothy McGuire, actriz estadounidense (f. 2001).
- 1917: Lise Nørgaard, periodista, escritora y guionista danesa (f. 2023).
- 1917: Gilbert Prouteau, poeta y cineasta francés (f. 2012).
- 1917: Atle Selberg, matemático y académico noruego (f. 2007).
- 1918: Fulgencio Berdugo, futbolista colombiano (f. 2003).
- 1918: Maruja Pino Piñeiro, escritora gallega (f. 2010).
- 1919: Gene Barry, actor estadounidense (f. 2009).
- 1919: Sam Wanamaker, actor y cineasta estadounidense (f. 1993).
- 1920: Ana María Mozzoni, periodista, feminista y sufragista italiana (f. 1837).
- 1921: Gene Barry, actor estadounidense (f. 2009).
- 1921: Martha Greenhouse, actriz estadounidense (f. 2013).
- 1922: Kevin Roche, arquitecto irlandés (f. 2019).
- 1923: Judith Kerr, escritora e ilustradora germano-británica (f. 2019).
- 1923: Green Wix Unthank, militar, abogado y juez estadounidense (f. 2013).
- 1924: James Black, farmacólogo y académico británico-escocés, premio nobel de medicina en 1988 (f. 2010).
- 1924: Abraham Zabludovsky, arquitecto mexicano (f. 2003).
- 1925: Serge Moscovici, psicólogo social francés (f. 2014).
- 1925: Eliseo Herrera, cantautor y compositor de música tradicional de Colombia (f. 2016).
- 1925: Pierre Salinger, periodista y político estadounidense, 11.º secretario de prensa de la Casa Blanca (f. 2004).
- 1925: Dalton Trevisan, escritor brasileño.
- 1926: Hermann Kant, escritor alemán (f. 2016).
- 1926: Don Newcombe, beisbolista estadounidense (f. 2019).
- 1928: José Fernando Bonaparte, paleontólogo argentino (f. 2020).

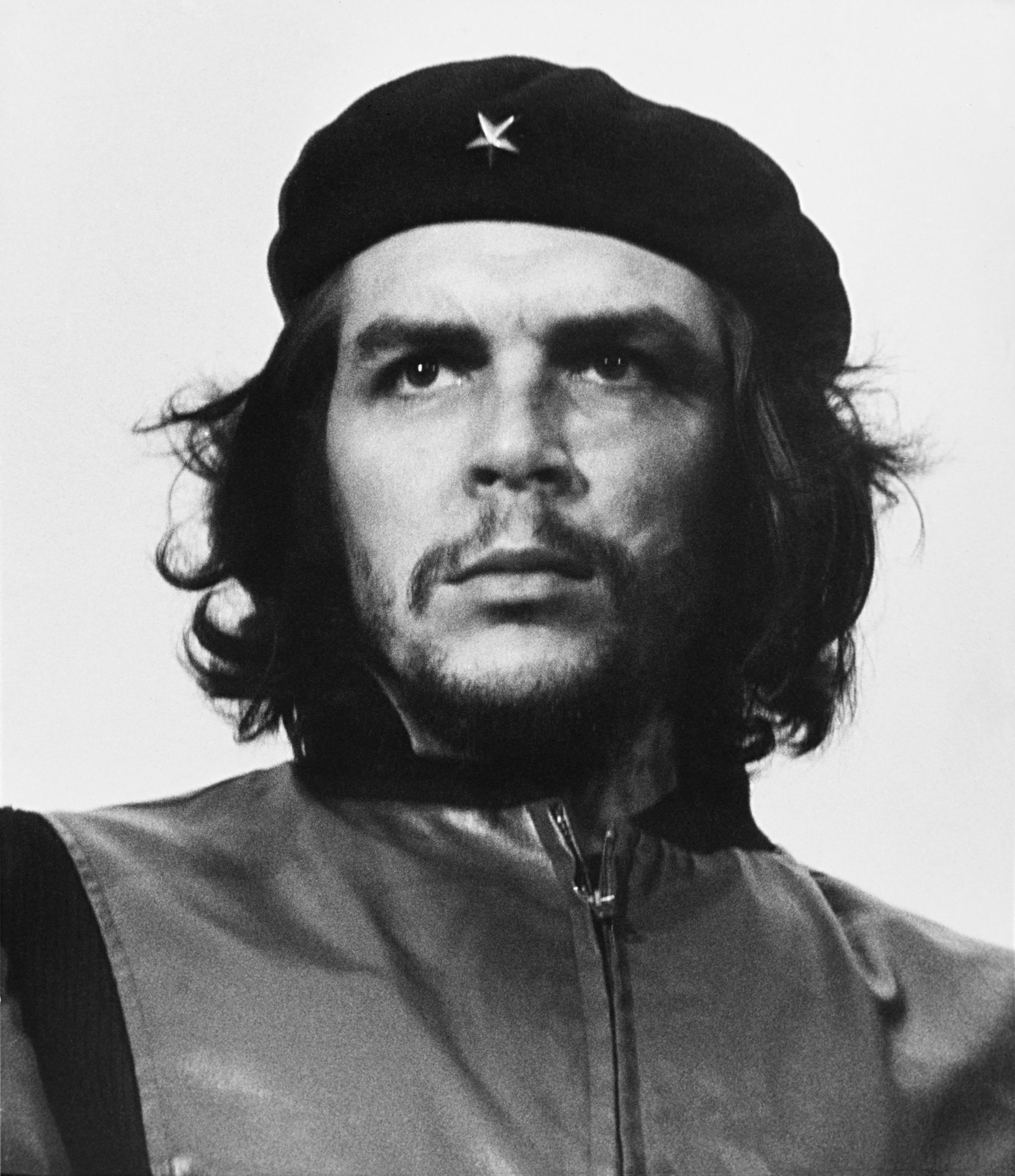
Che Guevara

- 1928: Che Guevara, guerrillero, filósofo, médico y político cubano de origen argentino (f. 1967).
- 1929: Cy Coleman, pianista y compositor estadounidense (f. 2004).
- 1929: Alan Davidson, jugador de críquet australiano (f. 2021).
- 1929: Johnny Wilson, jugador y entrenador de hockey sobre hielo canadiense-estadounidense (f. 2011).
- 1931: Marla Gibbs, actriz y comediante estadounidense.
- 1931: Ross Higgins, actor australiano (f. 2016).
- 1931: Junior Walker, saxofonista estadounidense (f. 1995).
- 1932: Joe Arpaio, agente de policía y político estadounidense.
- 1932: Javier Echevarría Rodríguez, obispo español, prelado del Opus Dei (f. 2016).
- 1933: Jerzy Kosiński, novelista y guionista polaco-estadounidense (f. 1991).
- 1933: Vladislav Rastorotsky, gimnasta y entrenador ruso (f. 2017).
- 1936: Renaldo Benson, cantautor estadounidense (f. 2005).
- 1936: Renaldo Obie Benson, cantante estadounidense, de la banda The Four Tops (f. 2005).
- 1936: Irmelin Sandman Lilius, escritora, poeta y traductora finlandesa.
- 1937: Espartaco Santoni, actor, productor de cine y empresario hostelero venezolano (f. 1998).
- 1937: Jørgen Leth, cineasta danés.
- 1938: Julie Felix, cantautora y guitarrista estadounidense expatriada en el Reino Unido (f. 2020).
- 1939: Steny Hoyer, abogado y político estadounidense.
- 1939: Peter Mayle, escritor y guionista británico-inglés (f. 2018).
- 1939: Colin Thubron, periodista y escritor británico-inglés.
- 1939: Manuel Vázquez Montalbán, escritor español (f. 2003).
- 1940: Bruno Lomas, cantante español de rock (f. 1990).
- 1942: Jonathan Raban, escritor y académico británico-inglés (f. 2023).
- 1942: Roberto García-Calvo Montiel, juez español (f. 2008).
- 1943: John Miles, piloto de automovilismo británico (f. 2018).
- 1943: Harold Wheeler, compositor, director de orquesta y productor estadounidense.
- 1944: Jordi Bernet, historietista español.
- 1944: Laurie Colwin, novelista y cuentista estadounidense (f. 1992).
- 1945: Rod Argent, cantautor y tecladista británico-inglés, de la banda The Zombies.
- 1945: Jörg Immendorff, escultor alemán (f. 2007).
- 1945: Lorenzo Quinteros, actor argentino (f. 2019).
- 1945: Carlos Reichenbach, cineasta y productor brasileño (f. 2012).
- 1945: Richard Stebbins, velocista y educador estadounidense.
- 1946: Robert Louis-Dreyfus, empresario franco-suizo (f. 2009).
- 1946: Tõnu Sepp, fabricante de instrumentos y educador estonio.

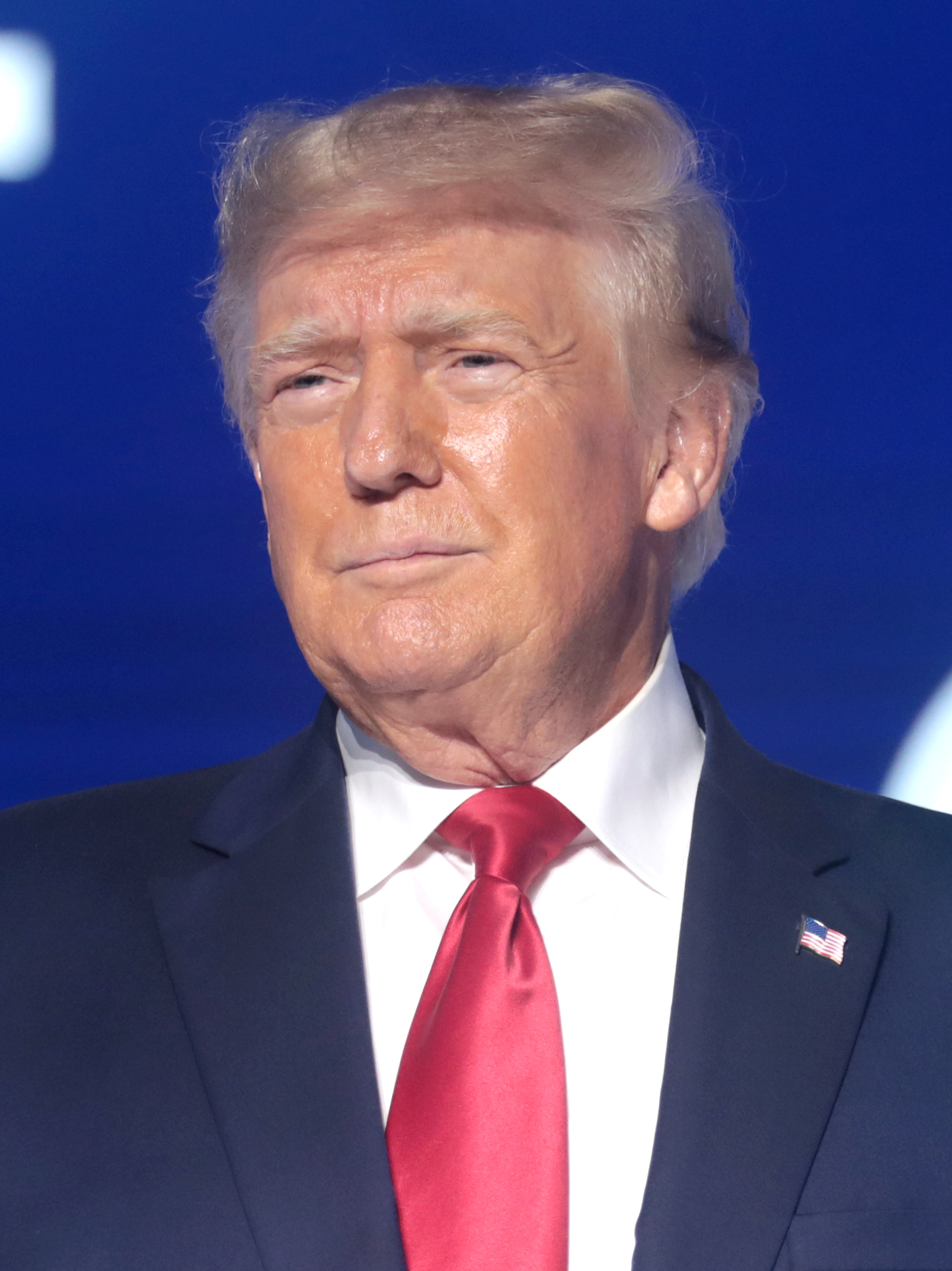
Donald Trump

- 1946: Donald Trump, inversor de bienes raíces y político estadounidense, Presidente de los Estados Unidos entre 2017 y 2021 y desde 2025.
- 1946: Ahmad Zahir, cantante afgano (f. 1979).
- 1947: Roger Liddle, barón Liddle, político británico-inglés.
- 1947: Barry Melton, cantautor y guitarrista estadounidense.
- 1947: Paul Rudolph, cantante, guitarrista y ciclista canadiense.
- 1948: Laurence Yep, escritor y dramaturgo estadounidense.
- 1948: Salvador Cienfuegos, militar y político mexicano.
- 1948: Mariano Pujadas, guerrillero argentino (f. 1972).
- 1949: Carlos Abascal, político mexicano (f. 2008).
- 1949: Jim Lea, cantautor, bajista y productor británico-inglés.
- 1949: Luis Ospina, cineasta, montajista, productor de cine y guionista colombiano (f. 2019).
- 1949: Roger Powell, científico y académico británico-inglés expatriado en Australia.
- 1949: Antony Sher, actor, cineasta y guionista sudafricano-británico (f. 2021).
- 1949: Harry Turtledove, historiador y escritor estadounidense.
- 1949: Alan White, baterista y compositor británico-inglés, de la banda Yes (f. 2022).
- 1950: Rowan Williams, arzobispo y teólogo británico-galés.
- 1951: Iván Arenas, diseñador industrial y presentador de televisión chileno.
- 1951: Paul Boateng, abogado y político británico-inglés, alto comisionado británico en Sudáfrica.
- 1951: Danny Edwards, golfista estadounidense.
- 1951: Aleksandr Sokúrov, cineasta ruso
- 1952: Lalo Mir, conductor de radio y televisión argentino.
- 1952: Pat Summitt, jugador y entrenador de baloncesto estadounidense (f. 2016).
- 1953: Carlos Calderón Chico, historiador, escritor y periodista ecuatoriano (f. 2013).
- 1953: Rosendo Romero, compositor vallenato colombiano
- 1954: Will Patton, actor estadounidense.

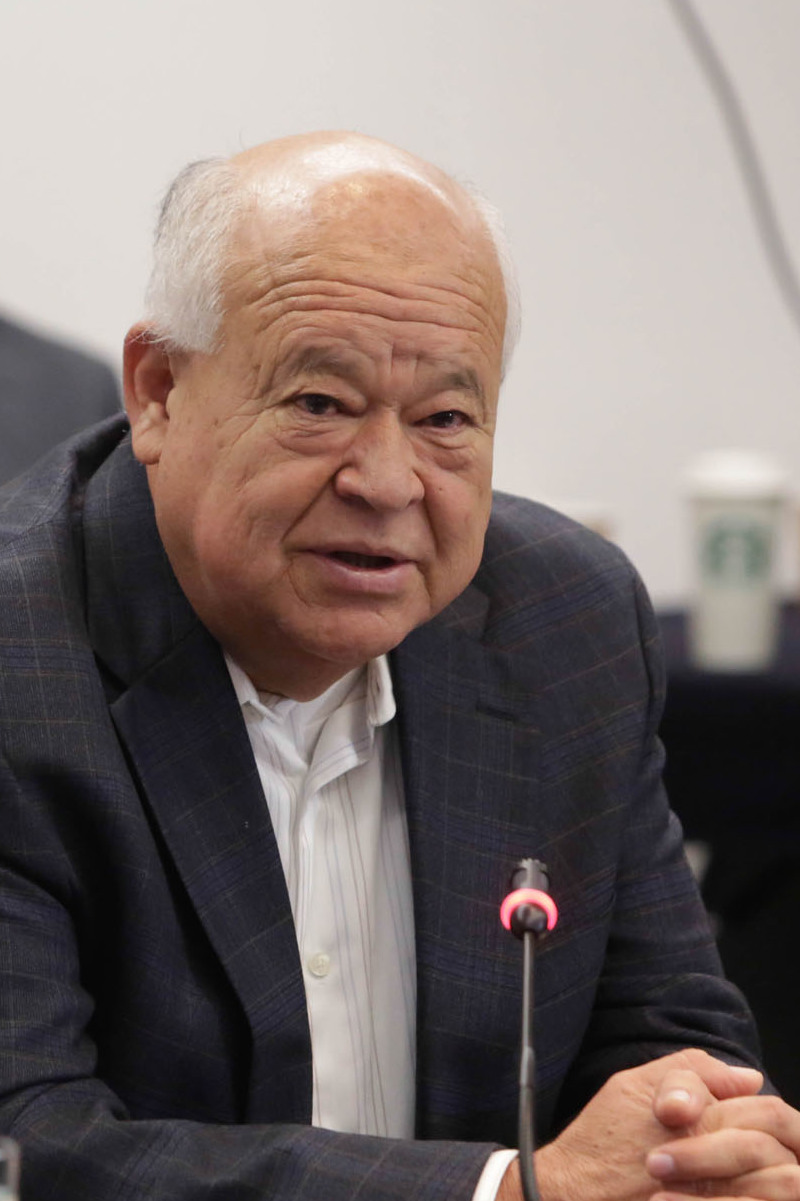
Víctor Manuel Castro Cosío

- 1955: Víctor Manuel Castro Cosío, político mexicano.
- 1955: Kirron Kher, actriz de teatro, cine y televisión, presentadora de programas de televisión y política india.
- 1955: Paul O'Grady, presentador de televisión, productor y actor drag británico-inglés (f. 2023).
- 1955: Tito Rojas, fue un gran cantante puertorriqueño de salsa.(f. 2020).
- 1956: Juan Carlos Baglietto, cantautor argentino.
- 1957: Jay Roach, cineasta estadounidense.
- 1958: James Gurney, artista y escritor estadounidense.
- 1958: Olaf Scholz, político alemán, canciller de Alemania entre 2021 y 2025.
- 1958: Nick Van Eede, cantautor británico-inglés.
- 1959: Marcus Miller, bajista, compositor y productor estadounidense de jazz.
- 1960: Tonie Campbell, corredora de vallas estadounidense.
- 1961: Boy George, cantautor y productor británico-inglés, de la banda Culture Club.
- 1961: Dušan Kojić, cantautor y bajista serbio.
- 1961: Sam Perkins, baloncestista estadounidense.
- 1963: Jesús Méndez, beisbolista venezolano.
- 1963: Fernando Solórzano, actor colombiano de cine y televisión.
- 1964: Armando Casas, cineasta mexicano.
- 1966: Traylor Howard, actriz estadounidense.
- 1966: Julio Llorente, futbolista español.
- 1966: E. Elias Merhige, cineasta estadounidense.
- 1967: Dedrick Dodge, jugador y entrenador de fútbol americano.
- 1967: Paul Martin, jugador de la liga australiana de rugby.
- 1968: Yasmine Bleeth, actriz estadounidense.
- 1968: Faizon Love, actor y guionista cubanoamericano.
- 1968: Ukhnaagiin Khürelsükh, militar y político mongol, Presidente de Mongolia desde 2021.
- 1969: Éric Desjardins, jugador y entrenador canadiense de hockey sobre hielo.
- 1969: Steffi Graf, tenista alemana.
- 1969: MC Ren, rapero estadounidense, de la banda NWA.
- 1970: Mariano Iúdica, conductor de televisión argentino.
- 1970: Heather McDonald, comediante, actriz y escritora estadounidense.
- 1971: Bruce Bowen, jugador de baloncesto y comentarista deportivo estadounidense.
- 1971: Ramón Vega, futbolista suizo.
- 1972: Rick Brunson, jugador y entrenador de baloncesto estadounidense.
- 1972: Matthias Ettrich, científico informático e ingeniero alemán, fundador de KDE.
- 1972: Claude Henderson, jugador de críquet sudafricano.
- 1972: Danny McFarlane, corredor de vallas y velocista jamaicano.
- 1972: Jang Jin-young, actriz surcoreana (f. 2009).
- 1973: César López, músico y activista colombiano.
- 1973: Coti, cantante y compositor argentino.
- 1973: David Fonseca, músico portugués.
- 1973: Sami Kapanen, jugador y entrenador de hockey sobre hielo finlandés-estadounidense.
- 1973: Sergey Lushan, futbolista y entrenador uzbeko.
- 1973: Svetlana Ražnatović, cantante serbia.
- 1973: Joel Souza, cineasta estadounidense.
- 1973: Claudia Tagbo, actriz franco-marfileña.
- 1973: Maria Ubach Font, política andorrana.
- 1973: Jan Filip, balonmanista checo.
- 1974: Steve Ralston, futbolista estadounidense.
- 1976: Alan Carr, comediante, actor y guionista británico-inglés.
- 1976: Massimo Oddo, futbolista y entrenador italiano.
- 1976: Takahiro Mizushima, seiyū japonés.
- 1977: Boeta Dippenaar, jugadora de críquet sudafricana.
- 1977: Francesca Guillén, actriz mexicana.
- 1977: Chris McAlister, jugador de fútbol americano.
- 1977: Joe Worsley, jugador y entrenador de rugby británico-inglés.
- 1978: Steve Bégin, jugador canadiense de hockey sobre hielo.
- 1978: Diablo Cody, cineasta, productor y guionista estadounidense.
- 1978: Annia Hatch, gimnasta y entrenadora cubanoamericana.
- 1978: Sadhvi Tridevi Maa, líder espiritual, compositora de mantras, escritora hinduista brasileña expatriada en Argentina.
- 1978: Nikola Vujčić, exjugador de baloncesto profesional croata.
- 1979: Shannon Hegarty, jugadora australiana de la liga australiana de rugby.
- 1980: Alejandro Alpízar, futbolista costarricense.
- 1980: Matias Novoa, actor chileno.
- 1980: Álvaro Morales, periodista deportivo guatemalteco.
- 1981: Elano Blumer, futbolista y entrenador brasileño.
- 1982: Jamie Green, piloto de carreras británico-inglés.
- 1982: Nicole Irving, nadadora australiana.
- 1982: Lang Lang, pianista chino.
- 1982: Trine Rønning, futbolista noruego.
- 1983: Trevor Barry, saltador de altura bahameño.
- 1983: Louis Garrel, actor, cineasta y guionista francés.
- 1984: Lorenzo Booker, jugador de fútbol americano.
- 1984: Mark Cosgrove, jugador de críquet australiano.
- 1984: Siobhán Donaghy, cantautora británico-inglesa, de la banda Sugababes.
- 1984: Jesús Guzmán, beisbolista venezolano.
- 1984: Yuri Prilukov, nadador ruso.
- 1985: Oleg Medvédev, luger ruso.
- 1985: Andy Soucek, piloto español.
- 1986: Rhe-Ann Niles-Mapp, jugadora de netball de Barbados.
- 1986: Matt Read, jugador canadiense de hockey sobre hielo.
- 1987: Johan Blomberg, futbolista sueco.
- 1987: Andrew Cogliano, jugador canadiense de hockey sobre hielo.
- 1987: Mohamed Diamé, futbolista senegalés.
- 1988: Adrián Aldrete, futbolista mexicano.
- 1988: Kevin McHale, actor, cantante, personalidad de radio y bailarín estadounidense.
- 1989: Lucy Hale, actriz y cantautora estadounidense.
- 1989: Brad Takairangi, jugador de la liga de rugby australiano-Islas Cook.
- 1990: Karoline Bjerkeli Grøvdal, fondista noruega.
- 1990: Patrice Cormier, jugador canadiense de hockey sobre hielo.
- 1991: Kostas Manolas, futbolista griego.
- 1991: Diego Molina, futbolista argentino.
- 1991: Jesy Nelson, cantante británico-inglesa, del grupo Little Mix.
- 1992: Gaby Mellado, actriz mexicana de cine y televisión.
- 1992: Daryl Sabara, actor estadounidense.
- 1992: Devante Smith-Pelly, jugadora canadiense de hockey sobre hielo.
- 1993: Frank Clark, jugador estadounidense de fútbol americano.
- 1993: Gunna, rapero estadounidense.
- 1993: Ryan McCartan, cantante, actor y compositor.
- 1993: Paweł Paczkowski, balonmanista polaco.
- 1994: Federico Di Francesco, futbolista italiano.
- 1994: Moon Taeil, cantante surcoreano, miembro del grupo de chicos NCT.
- 1995: Óscar Gil, futbolista español.
- 1996: Daiki Goto, futbolista japonés.
- 1996: Ioannis Kousoulos, futbolista chipriota.
- 1996: Chiara Scelsi, modelo italiana.
- 1996: Tom Cosgrove, beisbolista estadounidense.
- 1997: Orles Aragón, futbolista colombiano.
- 1997: David Bangala, futbolista francés.
- 1997: Fujii Kaze, cantautor japonés.
- 1997: Ashique Kuruniyan, futbolista indio.
- 1997: Andrea La Torre, baloncestista italiano.
- 1997: Takumu Fujinuma, futbolista japonés.
- 1998: Taishi Nakagawa, actor japonés.
- 1998: Billal Bennama, boxeador francés.
- 1998: Alina Böhm, yudoca alemana.
- 1998: Jovane Cabral, futbolista caboverdiano.
- 1998: Yerko Leiva, futbolista chileno.
- 1998: Pedro Moreira, futbolista boliviano.
- 1998: Brianne Tju, actriz estadounidense.
- 1999: Tzuyu (Chou Tzuyu), cantante taiwanesa, integrante del grupo Twice.
- 1999: Iván Maggi, futbolista argentino.
- 1999: Jessica Martínez, futbolista paraguaya.
- 1999: Žan Medved, futbolista esloveno.
- 1999: Paul Reed, baloncestista estadounidense.
- 1999: Victor Sterpu, yudoca moldavo.
- 2000: R. J. Barrett, baloncestista canadiense.
- 2000: Naomi Girma, futbolista estadounidense.
- 2000: Sommer Lecky, atleta irlandesa.
- 2000: Bobby Witt Jr., beisbolista estadounidense.
- 2002: Daniela Liebman, pianista mexicana.
- 2003: Jenna Forrester, nadadora australiana.
- 2005: Nicko Sensoli, futbolista sanmarinense.
- 2005: Tamara Smart, actriz británica.

## Fallecimientos
- 809: Ōtomo no Otomaro, general japonés (n. 731).
- 847: Metodio I, patriarca de Constantinopla (n. 787).
- 853: Anastasio, religioso español canonizado por la Iglesia católica; martirizado (n. 804).
- 853: Digna, monja española, canonizada por la Iglesia católica; martirizada (n. 835).
- 853: Félix de Alcalá, monje benedictino español canonizado por la Iglesia católica; martirizado (n. 830).
- 957: Guadamir, sacerdote católico español, obispo de Vic.
- 976: Aron, aristócrata búlgaro.
- 1161: Qinzong, aristócrata («emperador») chino de la dinastía Song (n. 1100).
- 1349: Günther von Schwarzburg, rey alemán (n. 1304).
- 1381: Simon Sudbury, religioso británico-inglés, arzobispo de Canterbury (n. 1316).
- 1497: Juan Borgia, aristócrata («segundo duque de Gandía»), hijo italiano del papa Alejandro VI (n. 1474).
- 1516: Juan III de Albret, rey navarro (n. 1469).
- 1544: Antonio de Lorena, aristócrata («duque») francés (n. 1481).
- 1548: Carpentras, compositor francés (n. 1470).
- 1583: Shibata Katsuie, samurái japonés (n. 1522).
- 1594: Jacob Kroger, orfebre alemán, ahorcado en Edimburgo por robar las joyas de Ana de Dinamarca.
- 1594: Orlando di Lasso, compositor y educador franco-flamenco (n. 1532).
- 1636: Jean de Saint-Bonnet, mariscal francés (n. 1585).
- 1662: Henry Vane el Joven, político angloestadounidense, gobernador de la colonia de la bahía de Massachusetts (n. 1613).
- 1674: Marin le Roy de Gomberville, escritor y poeta francés (n. 1600).
- 1679: Guillaume Courtois, pintor e ilustrador francés (n. 1628).
- 1746: Colin Maclaurin, matemático británico-escocés (n. 1698).
- 1794: Francis Seymour-Conway, primer marqués de Hertford, cortesano y político británico-inglés, lord teniente de Irlanda (n. 1718).
- 1800: Jean Baptiste Kléber, general francés (n. 1753).
- 1800: Louis Desaix, general francés (n. 1768).
- 1801: Benedict Arnold, general estadounidense durante la Guerra de Independencia contra el Reino Unido que más tarde se convirtió en espía británico (n. 1741).
- 1825: Pierre Charles L'Enfant, arquitecto, ingeniero y urbanista francés, diseñó la ciudad de Washington DC (n. 1754).
- 1837: Giacomo Leopardi, poeta y filósofo italiano (n. 1798).
- 1864: Leonidas Polk, general y obispo estadounidense (n. 1806).
- 1864: Pedro Santana, militar y político dominicano, presidente de República Dominicana entre 1844-1848, 1853-1856 y 1858-1861 (n. 1801).
- 1877: Mary Carpenter, reformadora educativa y social británico-inglesa (n. 1807).
- 1883: Edward FitzGerald, escritor, poeta, traductor e hispanista británico-inglés (n. 1809).
- 1886: Alexander Ostrovsky, cineasta y dramaturgo ruso (n. 1823).
- 1896: José Maria Caldeira do Casal Ribeiro, político portugués (n. 1825).
- 1898: Dewitt Clinton Senter, político estadounidense, 18.º gobernador de Tennessee (n. 1830).
- 1903: Carl Gegenbaur, anatomista alemán (n. 1826).
- 1907: William Le Baron Jenney, arquitecto e ingeniero estadounidense, diseñó el Home Insurance Building (n. 1832).
- 1907: Bartolomé Masó, militar y político cubano (n. 1830).
- 1907: Giuseppe Pellizza da Volpedo, pintor italiano (n. 1868).
- 1908: Frederick Stanley, aristócrata («16.º conde de Derby»), capitán y político británico-inglés, 6.º gobernador general de Canadá (n. 1841).
- 1914: Adlai E. Stevenson I, abogado y político estadounidense, vicepresidente 23 de Estados Unidos (n. 1835).
- 1915: Anselmo L. Figueroa, periodista y político anarquista mexicano (n. 1861).
- 1916: João Simões Lopes Neto, escritor brasileño (n. 1865).
- 1920: Max Weber, sociólogo y economista alemán (n. 1864).
- 1923: Isabelle Bogelot, filántropa francesa (n. 1838).
- 1926: Mary Cassatt, pintora estadounidense-francesa (n. 1843).
- 1927: Ottavio Bottecchia, ciclista italiano (n. 1894).
- 1927: Jerome K. Jerome, escritor británico-inglés, autor de Tres hombres en un bote (n. 1859).
- 1928: Emmeline Pankhurst, activista, feminista y académica británico-inglesa (n. 1857).
- 1932: Dorimène Roy Desjardins, empresaria canadiense, cofundadora del Grupo Desjardins (n. 1858).
- 1933: Justinien de Clary, tirador francés (n. 1860).
- 1936: G. K. Chésterton, ensayista, poeta, dramaturgo y novelista británico-inglés (n. 1874).
- 1936: Hans Poelzig, arquitecto, pintor y diseñador alemán, diseñó el edificio IG Farben (n. 1869).
- 1939: Ercilia Pepín, primera mujer maestra e intelectual dominicana (n. 1886).
- 1944: Joaquín Álvarez Quintero, comediógrafo español, de los Hermanos Álvarez Quintero (n. 1873).
- 1946: John Logie Baird, físico, ingeniero e inventor escocés-inglés (n. 1888).
- 1946: Jorge Ubico Castañeda, político guatemalteco, 21.º presidente de Guatemala (n. 1878).
- 1949: Alberto II, mono rhesus, animal astronauta y primer mamífero en el espacio.
- 1953: Tom Cole, piloto de carreras británico-galés expatriado en Estados Unidos (n. 1922).
- 1957: Adalberto de León Soto, escultor guatemalteco (n. 1919).
- 1963: Luciano Pérez Platero, obispo español (n. 1882).
- 1966: Ruben Arthur Stirton, zoólogo y paleontólogo estadounidense (n. 1901).
- 1968: Salvatore Quasimodo, novelista, poeta y periodista italiano, premio nobel de literatura en 1959 (n. 1901).
- 1969: Roberto Firpo, pianista, director de orquesta y compositor argentino (n. 1884).
- 1971: Carlos P. García, político filipino, 8.º presidente de la República de Filipinas (n. 1896).
- 1972: Dündar Taşer, militar y político turco (n. 1925).
- 1977: Robert Middleton, actor estadounidense (n. 1911).
- 1977: Alan Reed, actor estadounidense, voz original de Fred Picapiedra (n. 1907).
- 1979: Ahmad Zahir, cantautor afgano (n. 1946).
- 1979: David Butler, cineasta estadounidense (n. 1894).
- 1980: Charles Miller, saxofonista y flautista estadounidense (n. 1939).
- 1985: Waldo Belloso, pianista, director de orquesta y compositor argentino (n. 1933).
- 1986: Jorge Luis Borges, cuentista, ensayista, poeta y traductor argentino (n. 1899).
- 1986: Alan Jay Lerner, libretista, letrista y guionista estadounidense (n. 1918).
- 1987: Stanisław Bareja, actor, cineasta y guionista polaco (n. 1929).
- 1987: Amelia Mirel, actriz, vedette y cantante argentina (n. c. 1905).
- 1990: John Jairo Arias, jefe de sicarios del narcotraficante Pablo Escobar
- 1990: Erna Berger, soprano y actriz alemana (n. 1900).
- 1990: Luis Vidales, poeta y ensayista colombiano (n. 1904).
- 1991: Peggy Ashcroft, actriz británico-inglesa (n. 1907).
- 1993: Louis Jacquinot, político y abogado francés (n. 1898).
- 1994: Lionel Grigson, pianista, compositor y educador británico-inglés (n. 1942).
- 1994: Henry Mancini, director de orquesta y compositor estadounidense de música de cine (n. 1924).
- 1994: Marcel Mouloudji, actor y cantante francés (n. 1982).
- 1995: Els Aarne, pianista, compositora y educadora ucraniano-estonia (n. 1917).
- 1995: Rory Gallagher, cantautor, guitarrista y productor irlandés, de la banda Taste (n. 1948).
- 1995: Roger Zelazny, escritor y poeta estadounidense (n. 1937).
- 1996: Gesualdo Bufalino, escritor italiano (n. 1920).
- 1996: Noemí Gerstein, escultora, ilustradora y dibujante argentina (n. 1908).
- 1997: Richard Jaeckel, actor estadounidense (n. 1926).
- 1998: Ricardo Núñez, actor, guionista, productor y cineasta español (n. 1904).
- 1999: Osvaldo Dragún, dramaturgo argentino (n. 1929).
- 1999: Bernie Faloney, futbolista y comentarista deportivo estadounidense-canadiense (n. 1932).
- 1999: La Niña de la Puebla (Dolores Jiménez Alcántara), cantaora española (n. 1908).
- 2000: Attilio Bertolucci, guionista de cine, poeta y escritor italiano (n. 1911).
- 2001: Ramón Mendezona Roldán, empresario español, último director de Radio España Independiente (n. 1913).
- 2002: June Jordan, escritora y activista estadounidense (n. 1936).
- 2003: Dale Whittington, piloto de carreras estadounidense (n. 1959).
- 2004: Ulrich Inderbinen, alpinista y guía suizo (n. 1900).
- 2005: Carlo Maria Giulini, director de orquesta y músico italiano (n. 1914).
- 2005: Mimi Parent, pintora canadiense-suiza (n. 1924).
- 2006: Monty Berman, cineasta, director de fotografía y productor británico-inglés (n. 1905).
- 2006: Jean Roba, escritor e ilustrador belga (n. 1930).
- 2007: Ruth Graham, escritora, poeta y pintora chino-estadounidense (n. 1920).
- 2007: Robin Olds, general y piloto estadounidense (n. 1922).
- 2007: Kurt Waldheim, diplomático y político austríaco, secretario general de las Naciones Unidas, 9.º presidente de Austria entre 1986 y 1992 (n. 1918).
- 2008: Rafael del Pino, empresario español, presidente de Ferrovial (n. 1920).
- 2008: Juan Manuel González, escritor y periodista español (n. 1954).
- 2008: Jamelão, sambista brasileño (n. 1913).
- 2009: Bob Bogle, músico estadounidense (n. 1934).
- 2009: William McIntyre, soldado, abogado y juez canadiense (n. 1918).
- 2010: José Ramón Medina, político, escritor, y poeta venezolano (n. 1919).
- 2011: Augusto Ramírez Ocampo, abogado, economista y político colombiano (n. 1934).
- 2012: Peter Archer, aristócrata («barón Archer de Sandwell»), abogado y político británico-inglés, procurador general de Inglaterra y Gales (n. 1926).
- 2012: Bob Chappuis, jugador de fútbol americano y soldado (n. 1923).
- 2012: Margie Hyams, pianista y vibráfona estadounidense (n. 1920).
- 2012: Karl-Heinz Kämmerling, pianista y académico alemán (n. 1930).
- 2012: Carlos Reichenbach, cineasta y productor brasileño (n. 1945).
- 2012: Gitta Sereny, historiadora, periodista y escritora austríaco-británica (n. 1921).
- 2013: Elroy Schwartz, guionista y productor estadounidense (n. 1923).
- 2014: Alberto Cañas Escalante, periodista y político costarricense (n. 1920).
- 2014: Isabelle Collin Dufresne, actriz francesa (n. 1935).
- 2014: Robert Lebeck, fotógrafo y periodista alemán (n. 1929).
- 2014: Francis Matthews, actor británico (n. 1927).
- 2014: James E. Rogers, abogado, empresario y académico estadounidense (n. 1938).
- 2014: Alex Chandre de Oliveira, futbolista brasileño (n. 1977).
- 2015: Richard Cotton, genetista y académico australiano (n. 1940).
- 2015: Anne Nicol Gaylor, activista estadounidense, cofundadora de la Freedom From Religion Foundation (n. 1926).
- 2015: Hugo Blanco, músico, compositor, intérprete, productor y arreglista venezolano (n. 1940).
- 2015: Qiao Shi, político chino (n. 1924).
- 2016: Gilles Lamontagne, político canadiense, vicegobernador de Quebec (n. 1919).
- 2016: Ann Morgan Guilbert, actriz de cine y televisión, y cantante estadounidense (n. 1928).
- 2017: Raúl Renán, poeta mexicano (n. 1928).
- 2018: Stanislav Govorujin, cineasta ruso (n. 1936).
- 2020: Haroldo Rodas, político guatemalteco (n. 1946).
- 2020: Sushant Singh Rajput, actor de cine indio (n. 1986).
- 2021: Enrique Bolaños, ingeniero y político nicaragüense, presidente de Nicaragua entre 2002 y 2007 (n. 1928).
- 2022: Abraham B. Yehoshúa, novelista, ensayista y dramaturgo israelí (n. 1936).
- 2024: Gustavo Lorgia, empresario e ilusionista colombiano (n.1951).
- 2024: Nancy MacKenzie, actriz de doblaje peruana; primera voz de Marge Simpson en la serie The Simpsons en Latinoamérica (n. 1942).
- 2025: Violeta Chamorro, política y periodista nicaragüense, presidente de Nicaragua entre 1990 y 1997 (n.1929).

## Celebraciones

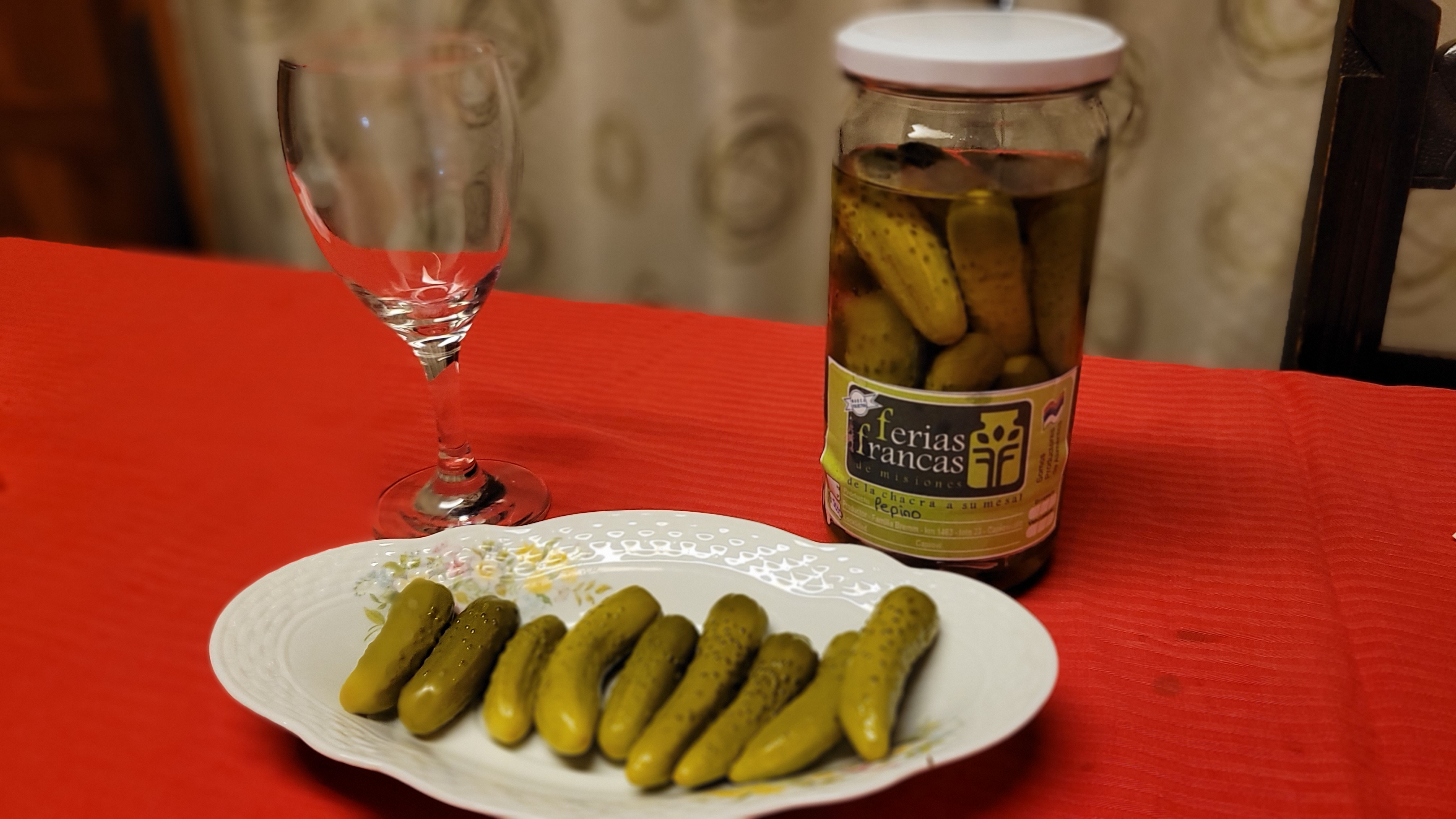
Día Mundial del Pepino.

- Día Mundial del Pepino.[1]
Se celebra al popular fruto de la planta Cucumis sativus, consumido como ensalada, como encurtido, usado en la cosmética como hidratante cutáneo y varios usos medicinales.

- Día Mundial del Whisky de Bourbon.[2]
Esta fecha sirve para reconocer y celebrar esta bebida espirituosa que es el whisky estadounidense por excelencia. Se conmemora el origen del bourbon en Estados Unidos, específicamente el año 1789, cuando el reverendo Elijah Craig supuestamente creó el primer bourbon en Kentucky.

Salud
- Organización Mundial de la Salud: 
  - Día Mundial del Donante de Sangre.[3]
Una muestra de reconocimiento y agradecimiento hacia las personas que donan su sangre para salvar vidas. Se conmemora el día del nacimiento de Karl Landsteiner, descubridor del factor Rhesus y los grupos sanguíneos.

 Por países
(Por orden alfabético)
- Argentina: 
  - Día de la Máxima Resistencia.[4]
Esta fecha fue instituida desde 2024 por Resolución del Ministerio de Defensa (MD N°553/2024), a fin de resaltar el heroísmo, entrega y valentía demostrado en la defensa final de Puerto Argentino durante la Guerra de las Malvinas.
  - Día del Auditor.[5]
En conmemoración de la designación de Feliciano Antonio Chiclana como primer auditor de guerra por la Primera Junta en 1810. Esta fecha es un reconocimiento a la labor de los profesionales de la auditoría en el ámbito militar y, por extensión, en diversos sectores, destacando su papel en la transparencia financiera, el control y la legalidad.
  -  Misiones: 
    - Aniversario de Aristóbulo del Valle.[6]
Fundación: 14 de junio de 1921 (104 años).

- Armenia: 
  - Día del Recuerdo de los Oprimidos.[7]
Las familias de este país recuerdan a los miles de armenios víctimas de las represiones estalinistas, y que fueran exiliados a Siberia, torturados o fusilados.
(en inglés: Day of Memory for Repressed People).

- España: 
  - Día Nacional de las Lenguas de Signos Españolas.

- Estados Unidos: 
  - Día de la Bandera.
Se conmemora su adopción este día de 1777. Aniversario de la creación del ejército, este día de 1775 para luchar contra los británicos durante la Guerra de Independencia.
(en inglés: National Flag Day).
  - Noche de Cine.
(en inglés: National Movie Night).

- Malaui: 
  - Día de la Libertad.
(en inglés: Freedom Day).

Compartidas
(Por orden alfabético)
- Conmemoración de las celebraciones relacionadas con la Deportación Soviética ó Deportaciones de Junio:
  -  Estados Unidos:
    - Día de la Libertad del Báltico.
(en inglés: Baltic Freedom Day).

  -  Estonia: 
    - Día de Luto y Conmemoración ó Leinapäev.
(en inglés: Mourning and Commemoration Day).

  -  Letonia:
    - Día de Conmemoración de las Víctimas del Genocidio Comunista.
(en inglés: Commemoration Day for the Victims of Communist Genocide).

  -  Lituania:
    - Día del Luto y la Esperanza.
(en inglés: Mourning and Hope Day).

### Santoral católico

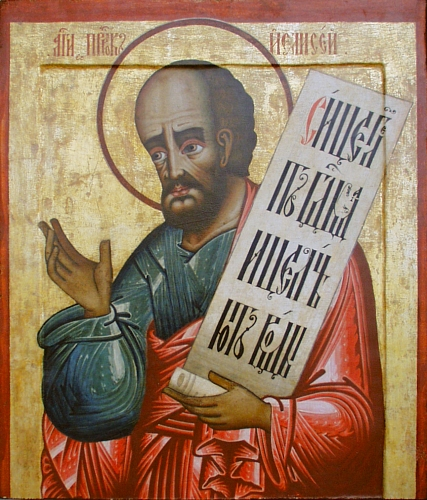
San Eliseo, profeta.

- Santos Anastasio, Félix y Digna de Córdoba, mártires (853).[8]
- San Eliseo de Samaria, profeta (siglo IX a. C.).[8](imagen ilustrativa).
- San Proto de Aquileya, mártir.[8]
- Santos Valerio y Rufino de Soissons, mártires ((s. IV).[8]
- San Fortunato de Nápoles, obispo ((s. IV).[8]
- San Eterio de Vienne, obispo ((s. VI).[8]
- San Metodio de Constantinopla, obispo (847).[8]